# Giardini degli Champs Élysées
I giardini degli Champs-Élysées sono un'area verde dell'VIII arrondissement della capitale francese Parigi.

## Situazione
I giardini degli Champs-Élysées sono delimitati da:
- il corso de a Reine a sud;
- l'avenue Gabriel a nord;
- l'avenue Matignon, il rond-point des Champs-Élysées-Marcel-Dassault e l'avenue Franklin-D.-Roosevelt a ovest;
- la place de la Concorde a est.

Misurano 137520 m² (13,7 ha) e sono equamente divisi in due dall'avenue des Champs-Élysées; l'avenue du Général-Eisenhower e l'avenue Winston-Churchill attraversano anch'esse i giardini.
La parte sud dei giardini è occupata dal Grand Palais. Tra gli altri edifici, si possono citare il teatro del Rond-Point e il teatro Marigny. I giardini del palazzo dell'Eliseo si affiancano allo spazio verde a nord. 
La parte sud-ovest dei giardini, intorno al Grand Palais, comprende la square Jean-Perrin e il giardino della Nouvelle-France.

La mappa dei giardini degli Champs-Élysées.

## Storia

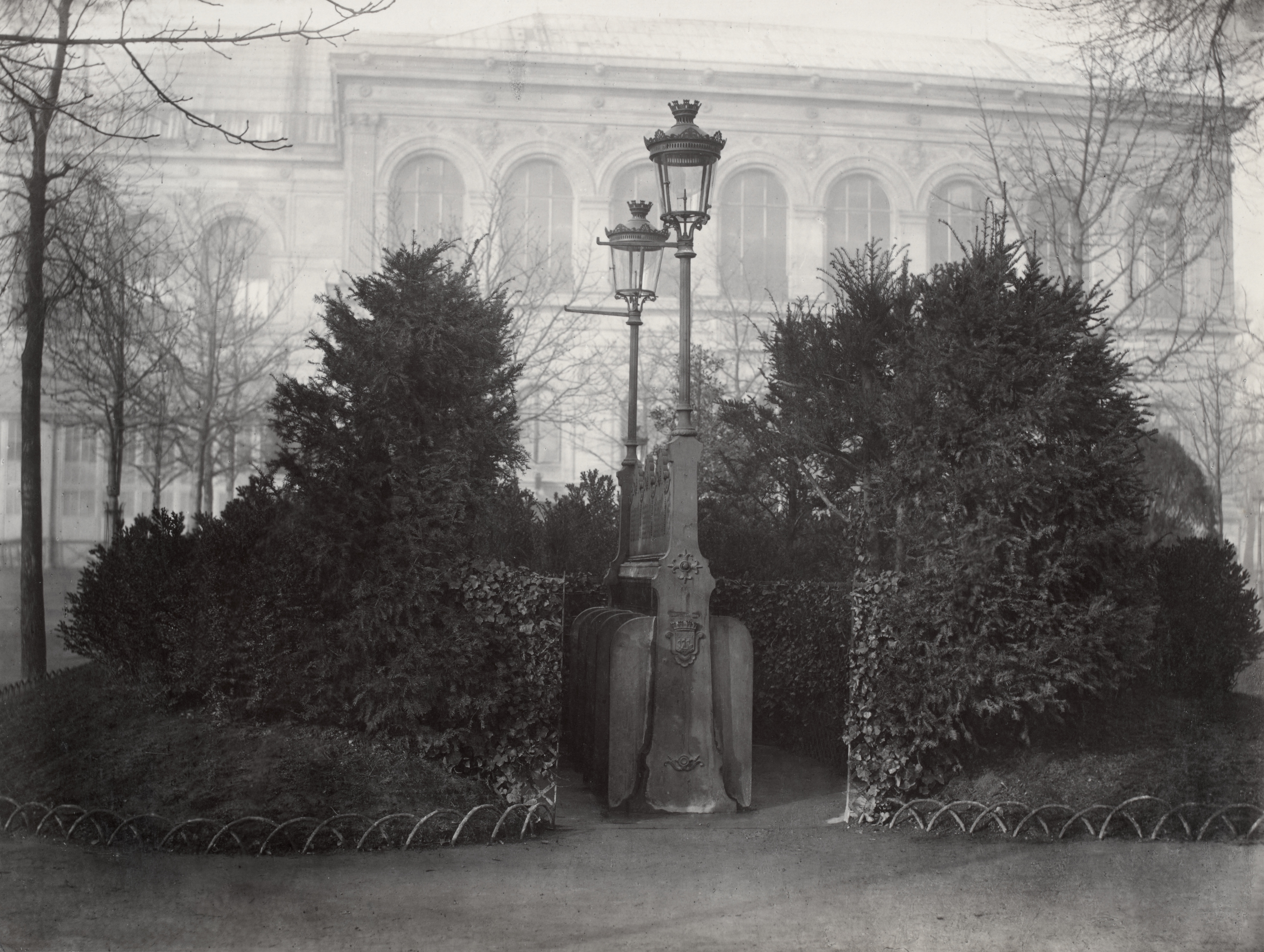
Vespasiani dei giardini verso il 1865 (fotografia di Charles Marville).

Il sito occupato dai giardini, originariamente paludoso, cominciò a essere sistemato a partire dal XVII secolo. Esso fu acquistato nel 1828 dalla città di Parigi. Gli attuali giardini sono stati concepiti da Jean-Charles Alphand su modello dei Giardini all'inglese e inaugurati nel 1840.

## Icarré
Questi giardini, larghi da 300 a 400 metri, sono divisi in spazi rettangolari chiamati carrés.
Sul lato nord, da est a ovest
- Carré des Ambassadeurs: prende il nome dai palazzi edificati dall'architetto Ange-Jacques Gabriel sulla vicina place de la Concorde, che furono un tempo destinati ad alloggi per gli ambasciatori stranieri; vi si trova in particolare l'Espace Cardin.

Carré des Ambassadeurs
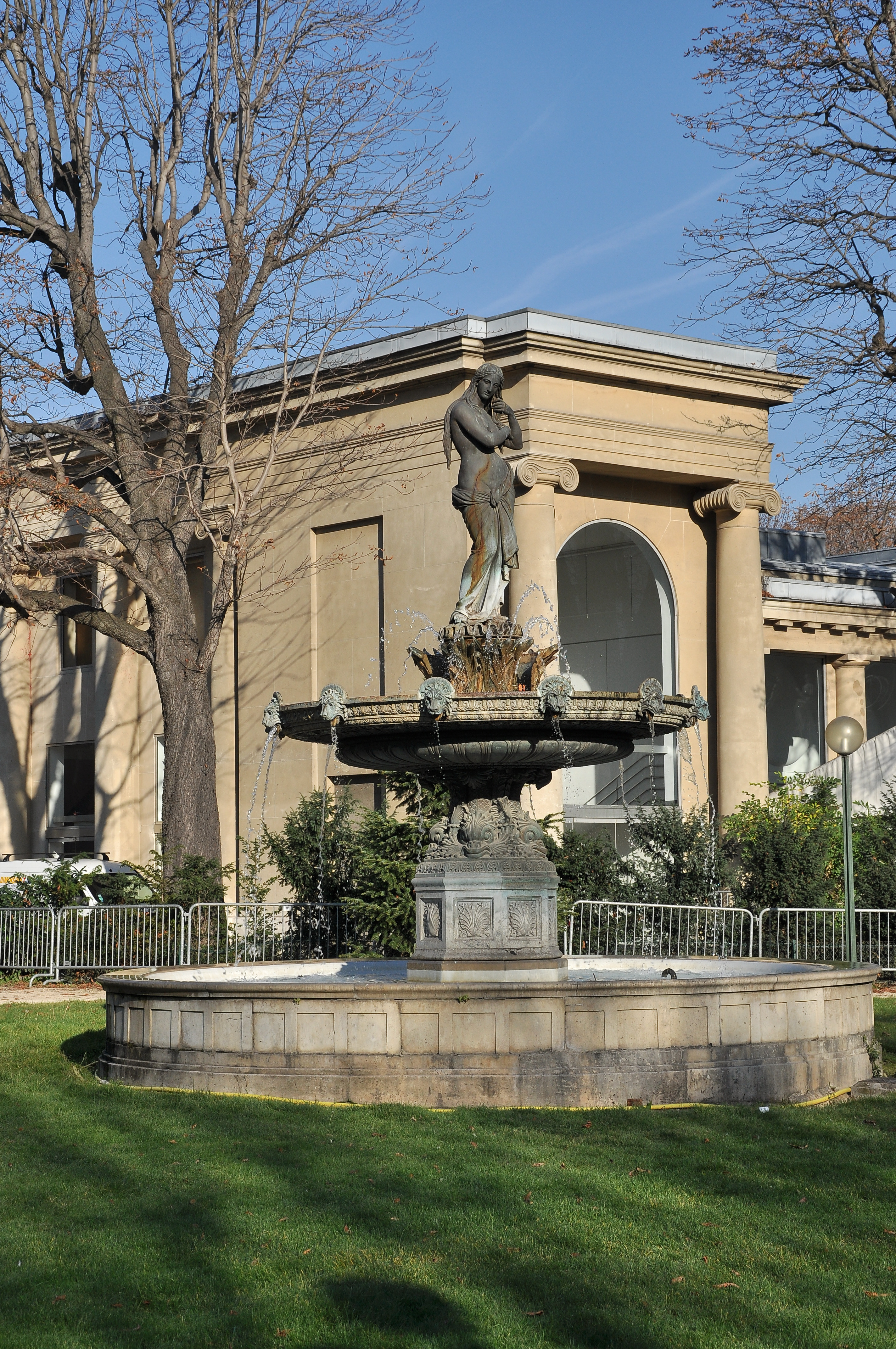
Espace Cardin e la fontana degli Ambasciatori (o fontana di Venere).
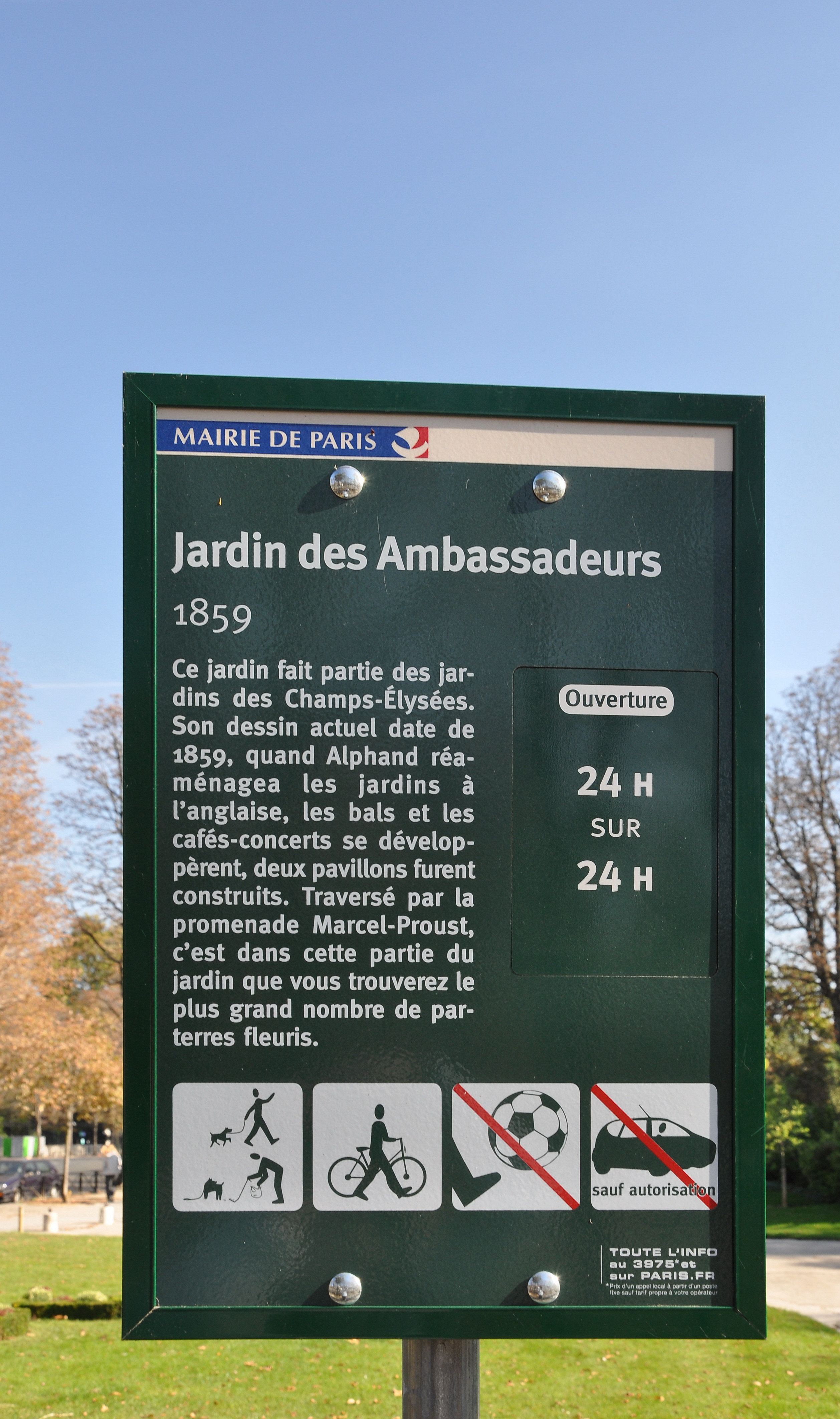
Carré des Ambassadeurs.
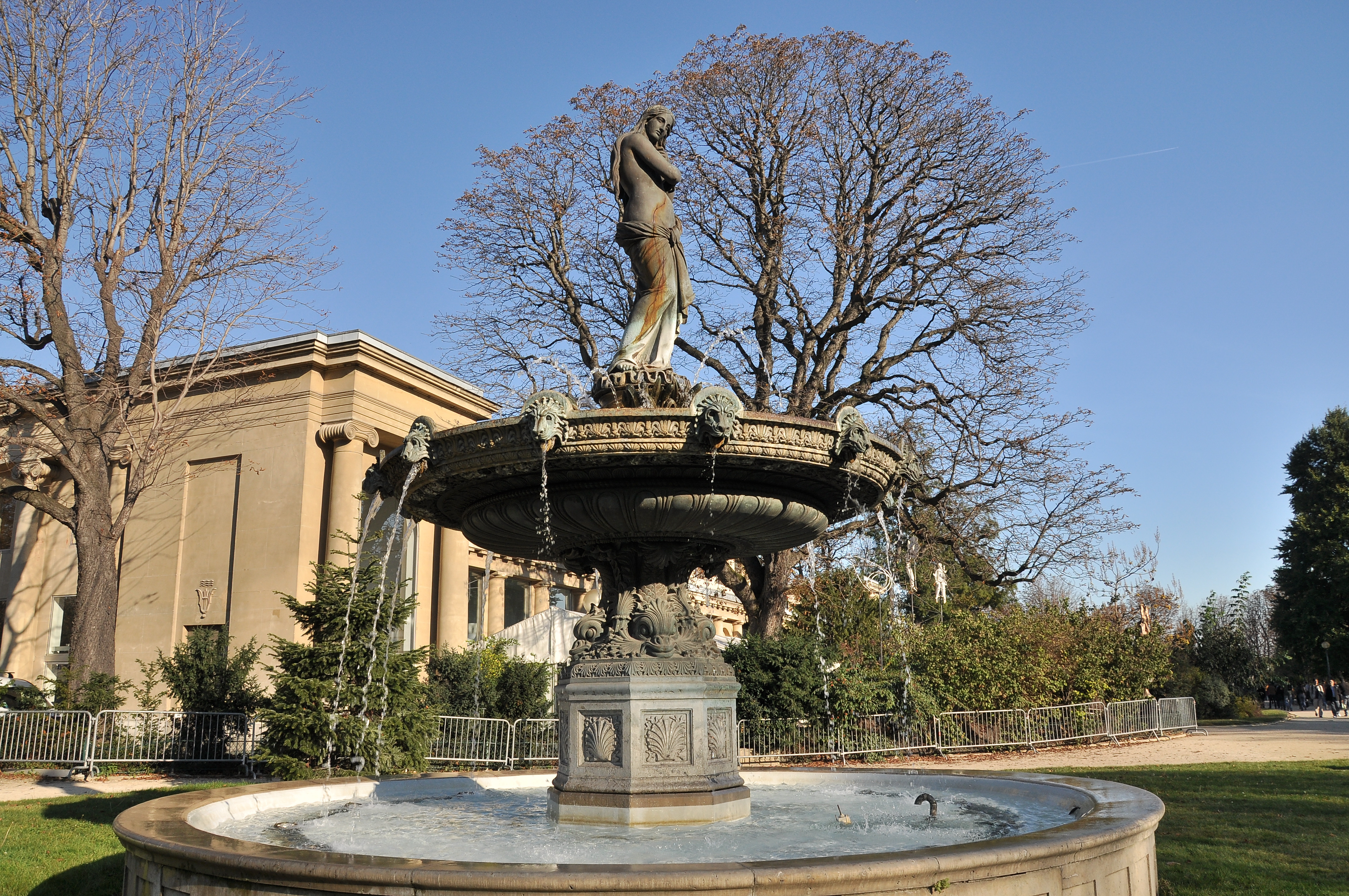
Fontana degli Ambasciatori.

- Carré dell'Eliseo (davanti al palazzo dell'Eliseo): vi si trovano il Padiglione Gabriele e il ristorante Lenôtre.

Carré de l'Élysée
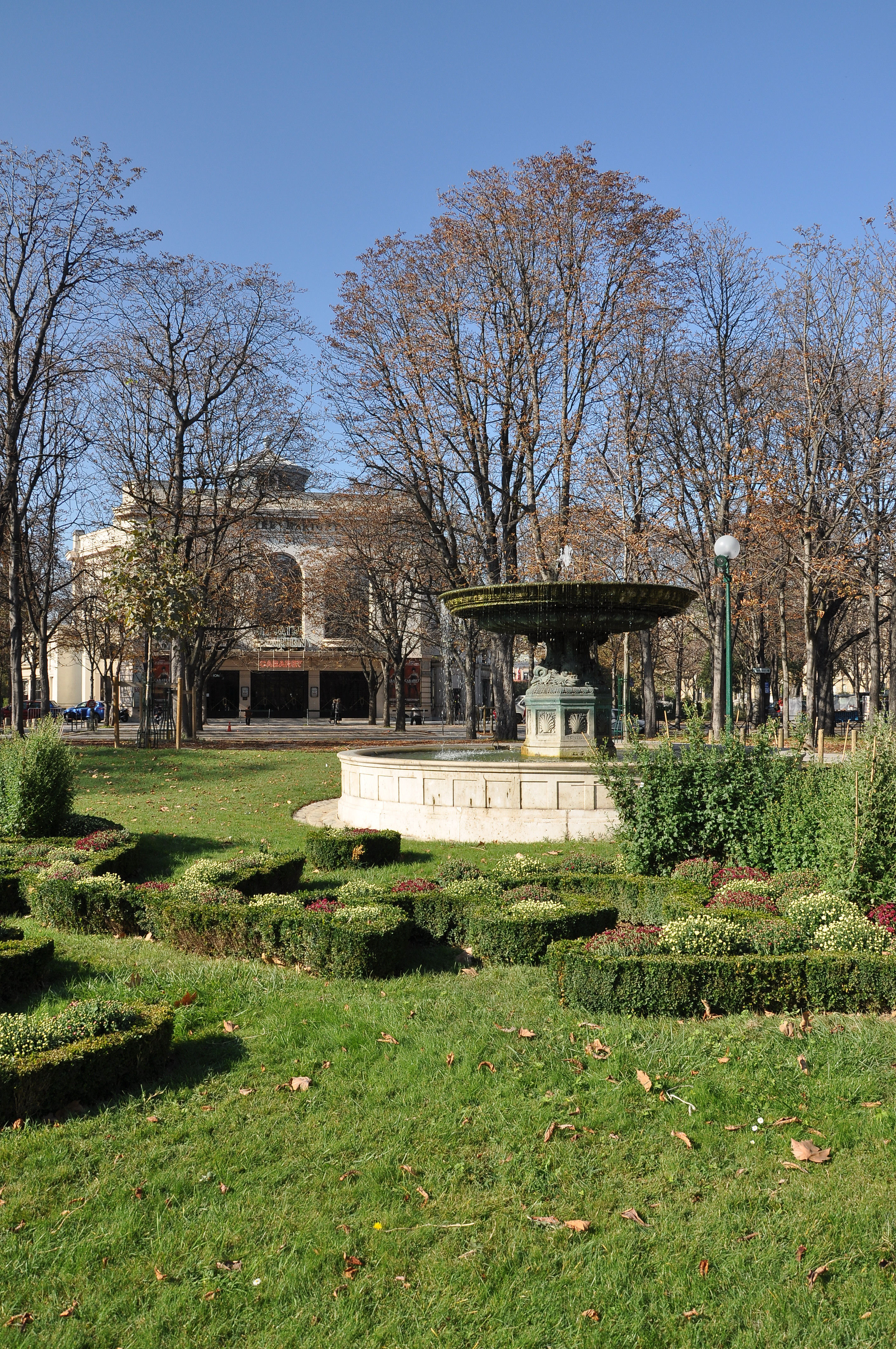
Fontana de la Grille du Coq davanti al palazzo dell'Eliseo.
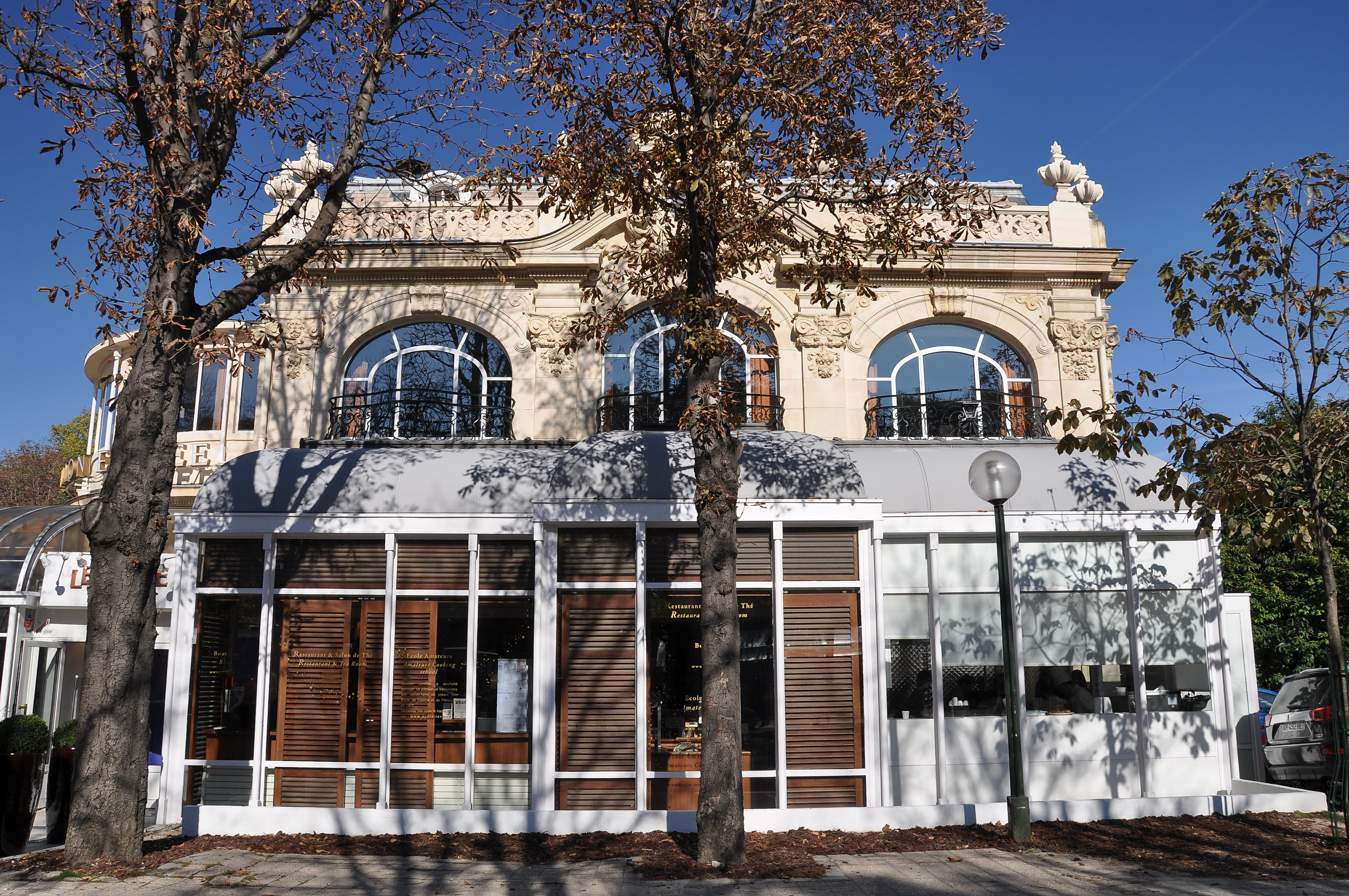
Padiglione Lenôtre.
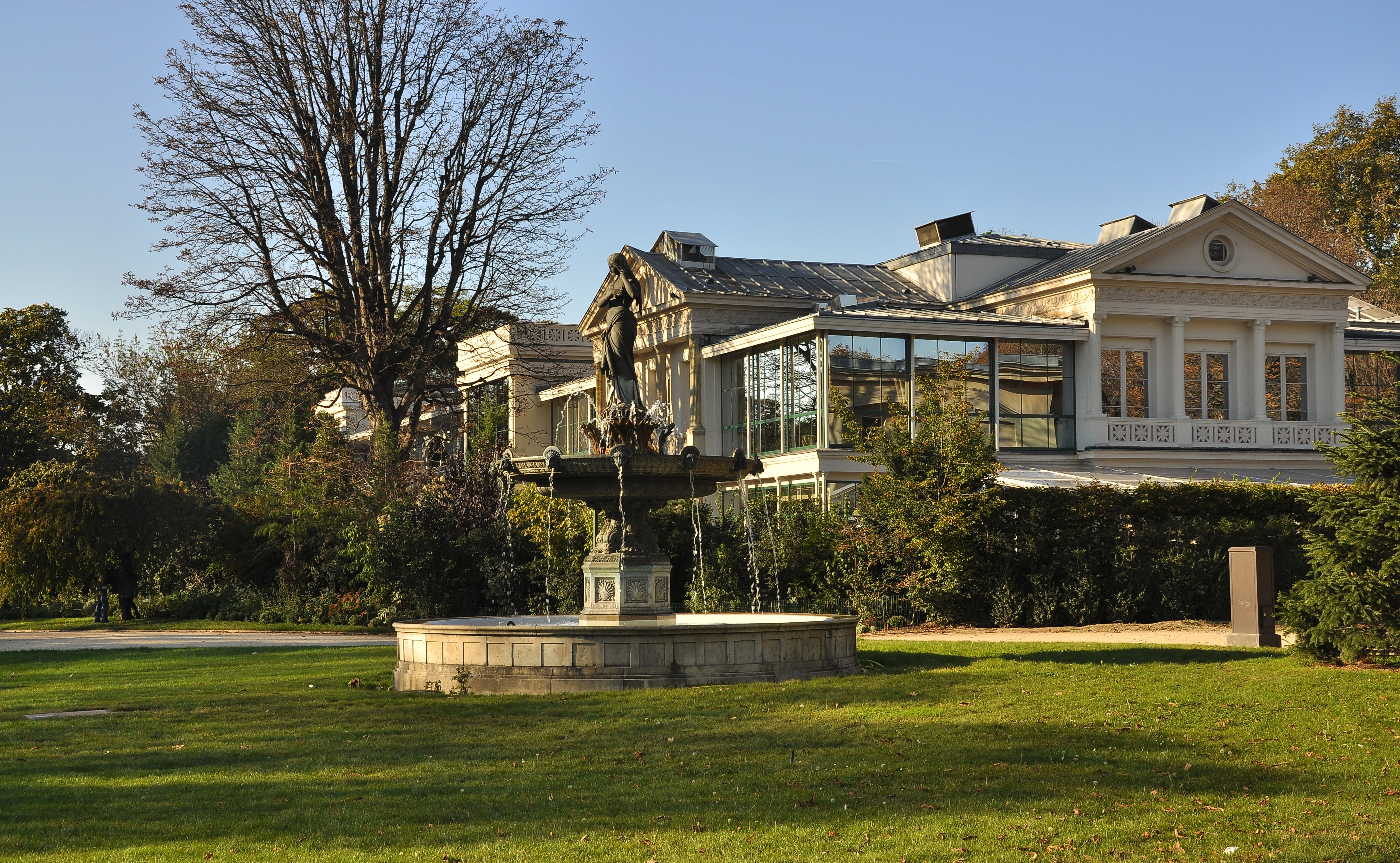
Padiglione Gabriel e la fontana degli Ambasciatori.

- Carré Marigny (allo sbocco della rue du Cirque): vi si trovano il teatro Marigny, il ristorante Laurent, il celebre mercato dei francobolli e un teatro di marionette Guignol. Con delibera stabilita nel corso delle sedute del consiglio municipale dell'8, 9, 10 e 11 luglio 2019, l'allée des jardins des Champs Élysées che attraversa il carré Marigny da est a ovest, dal teatro a viale Matignon, ha preso il nome di allée Jeannine-Worms.[1]

Carré Marigny
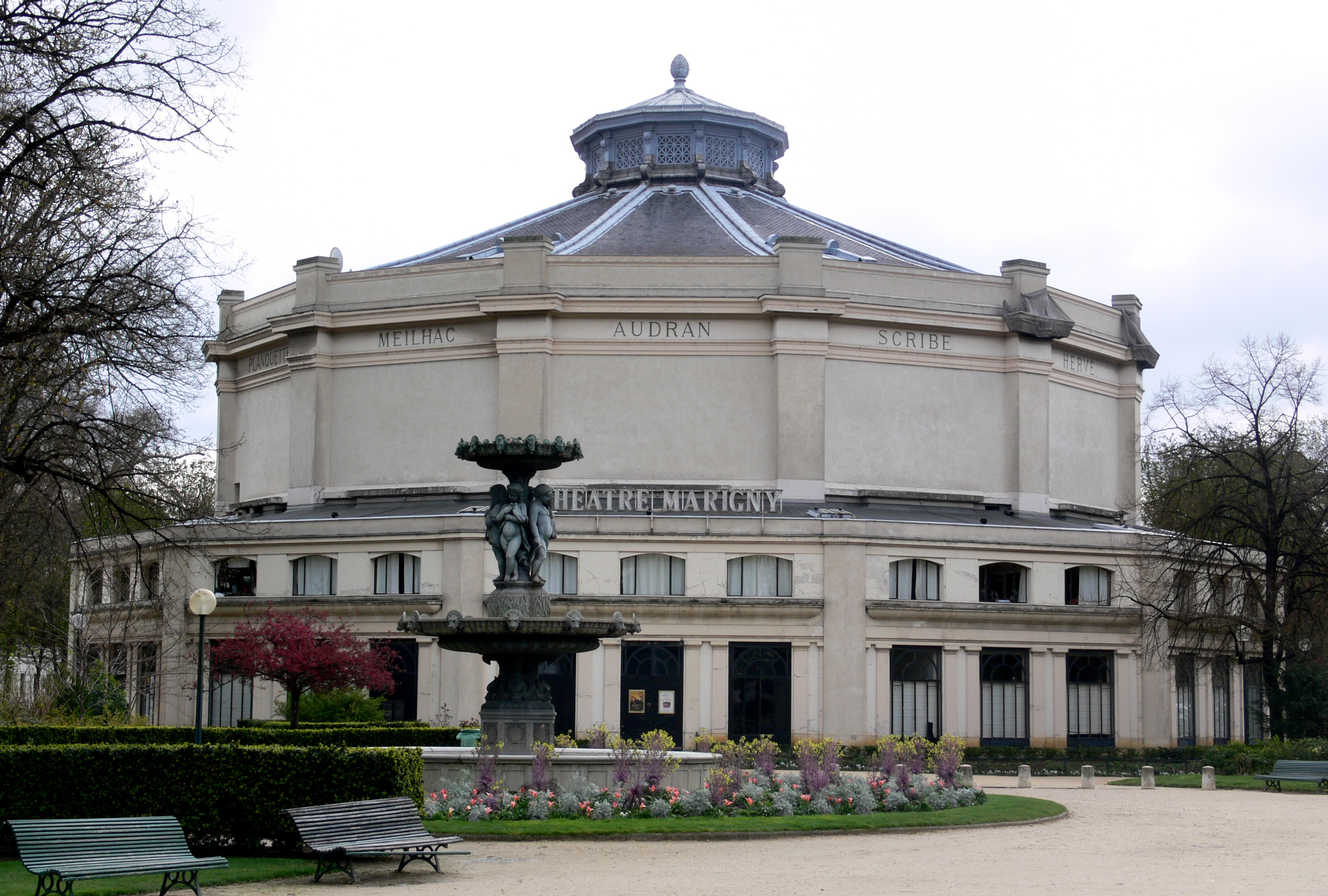
Teatro Marigny
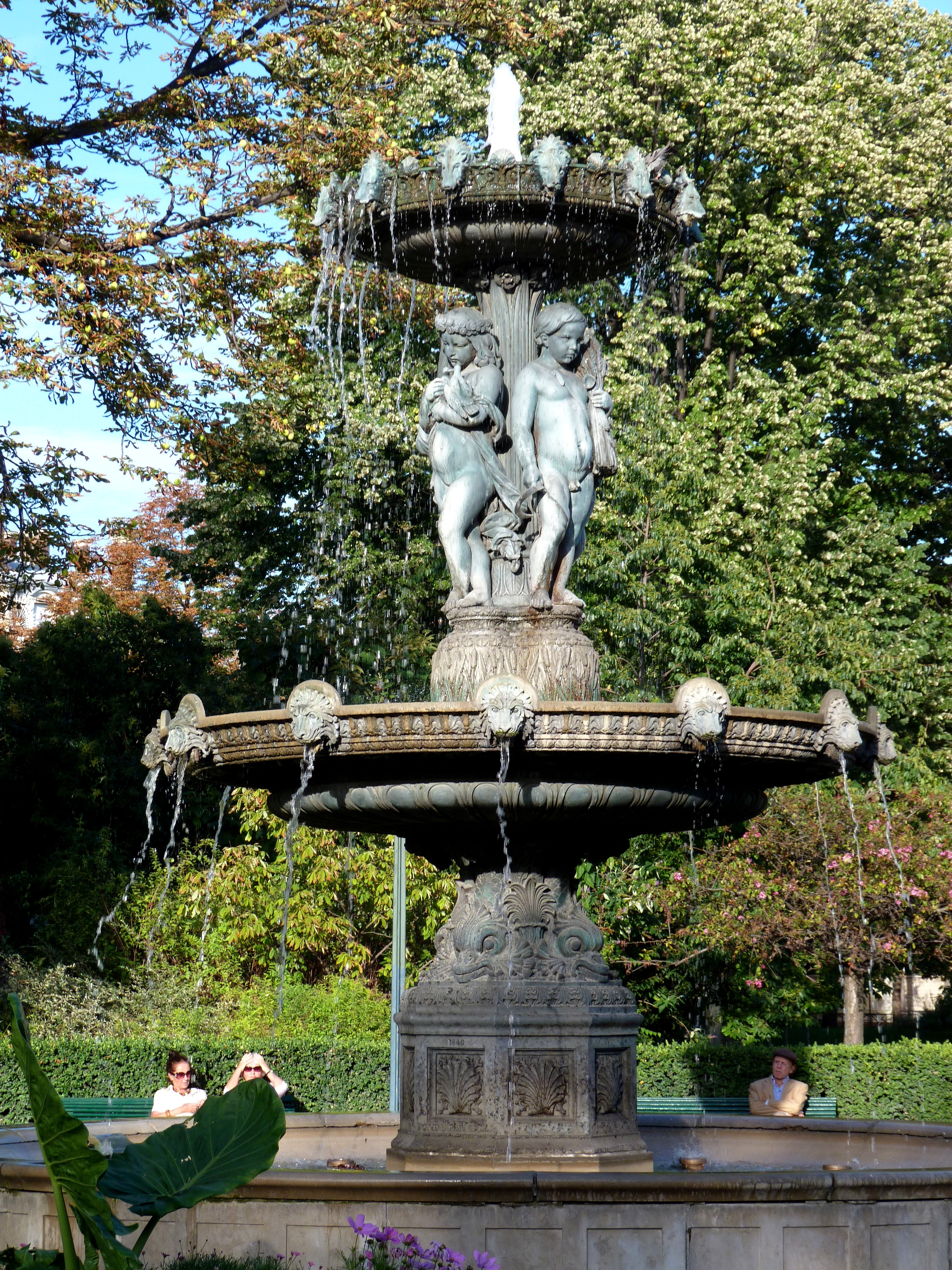
Fontana delle quattro Stagioni.
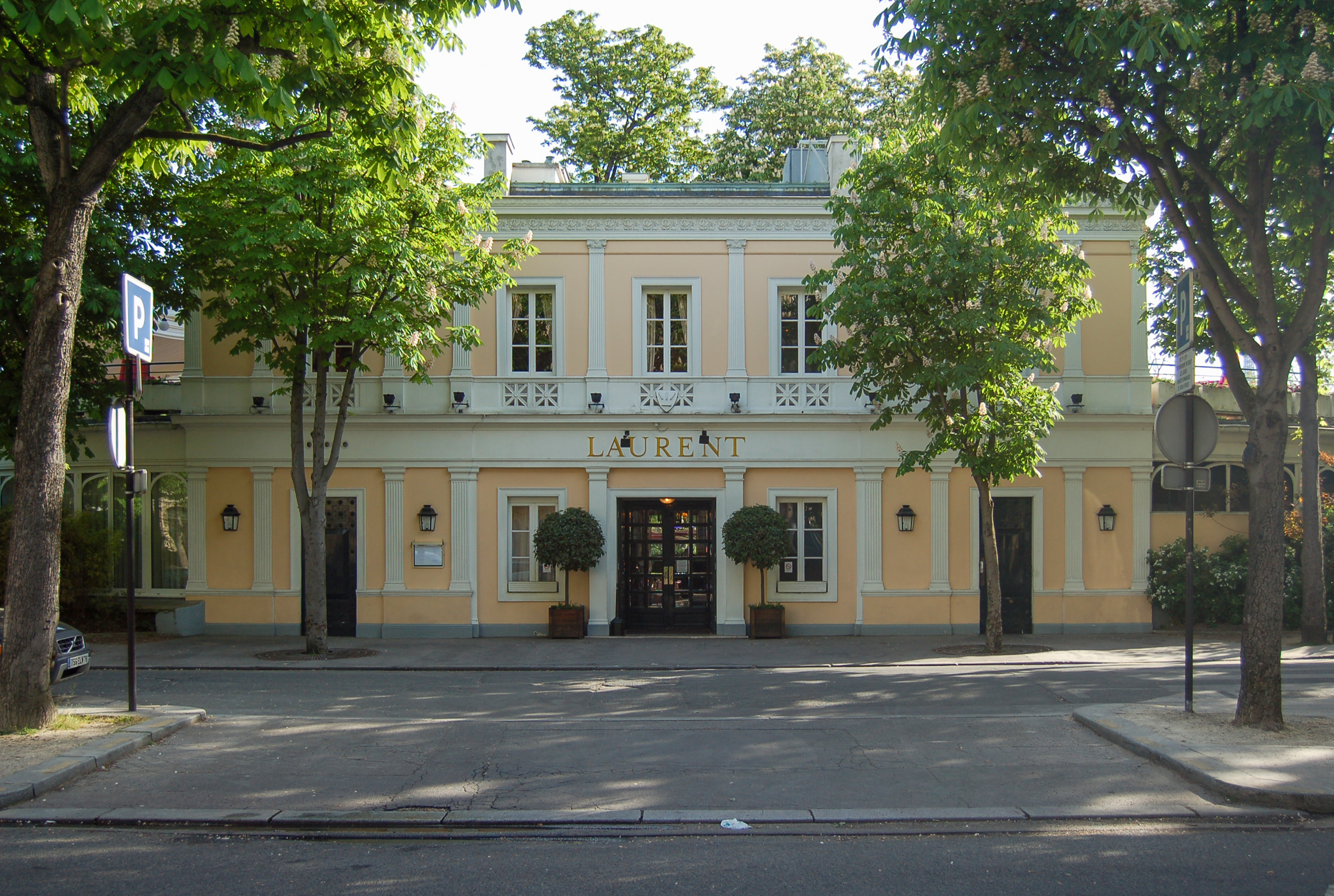
Ristorante Laurent.
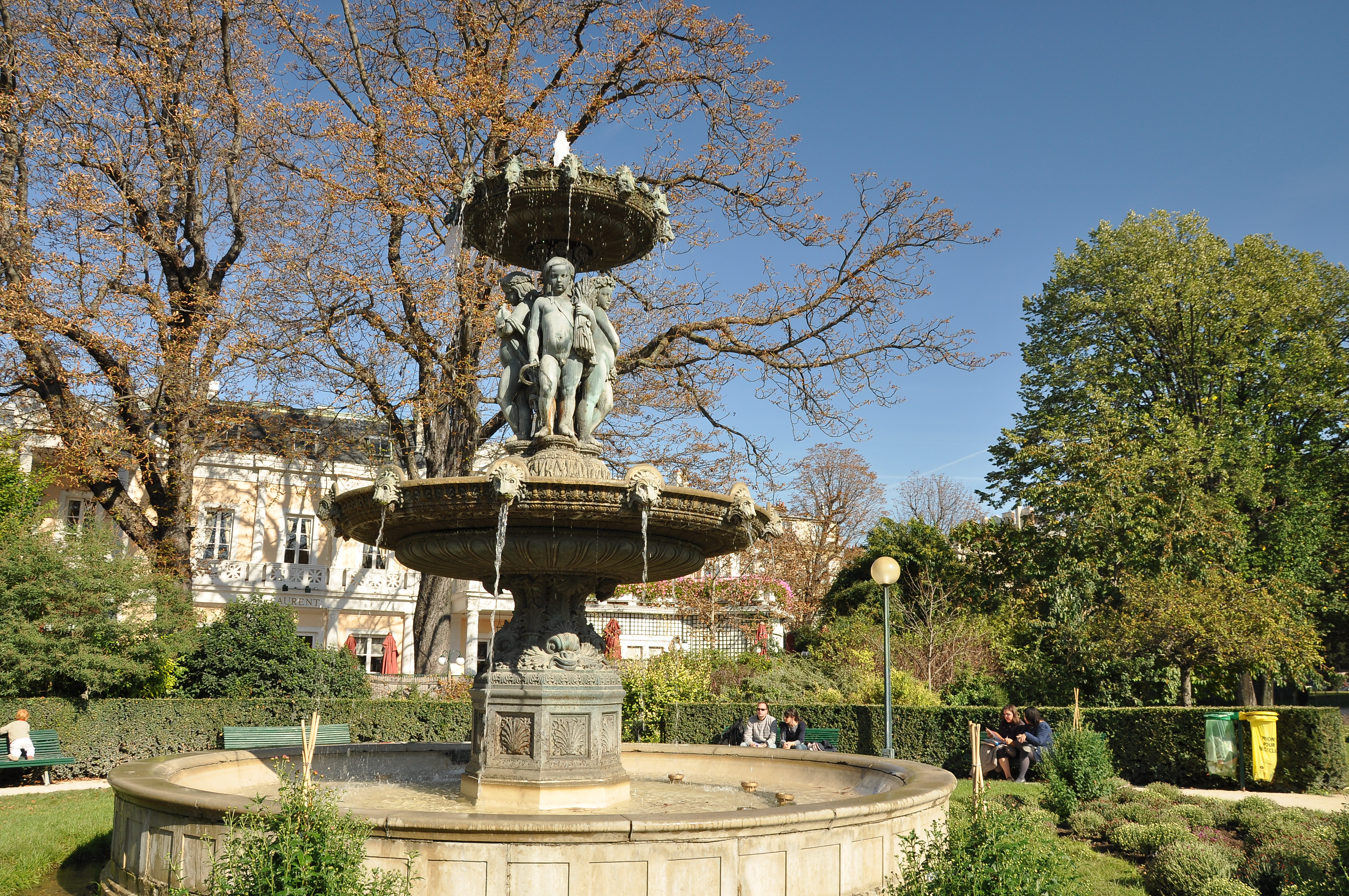
Fontana delle quattro Stagioni.

Sul lato sud, da est a ovest
- Carré Ledoyen o del Géorama (di fronte al carré des Ambassadeurs) : vi si trova il ristorante Ledoyen.

Carré Ledoyen
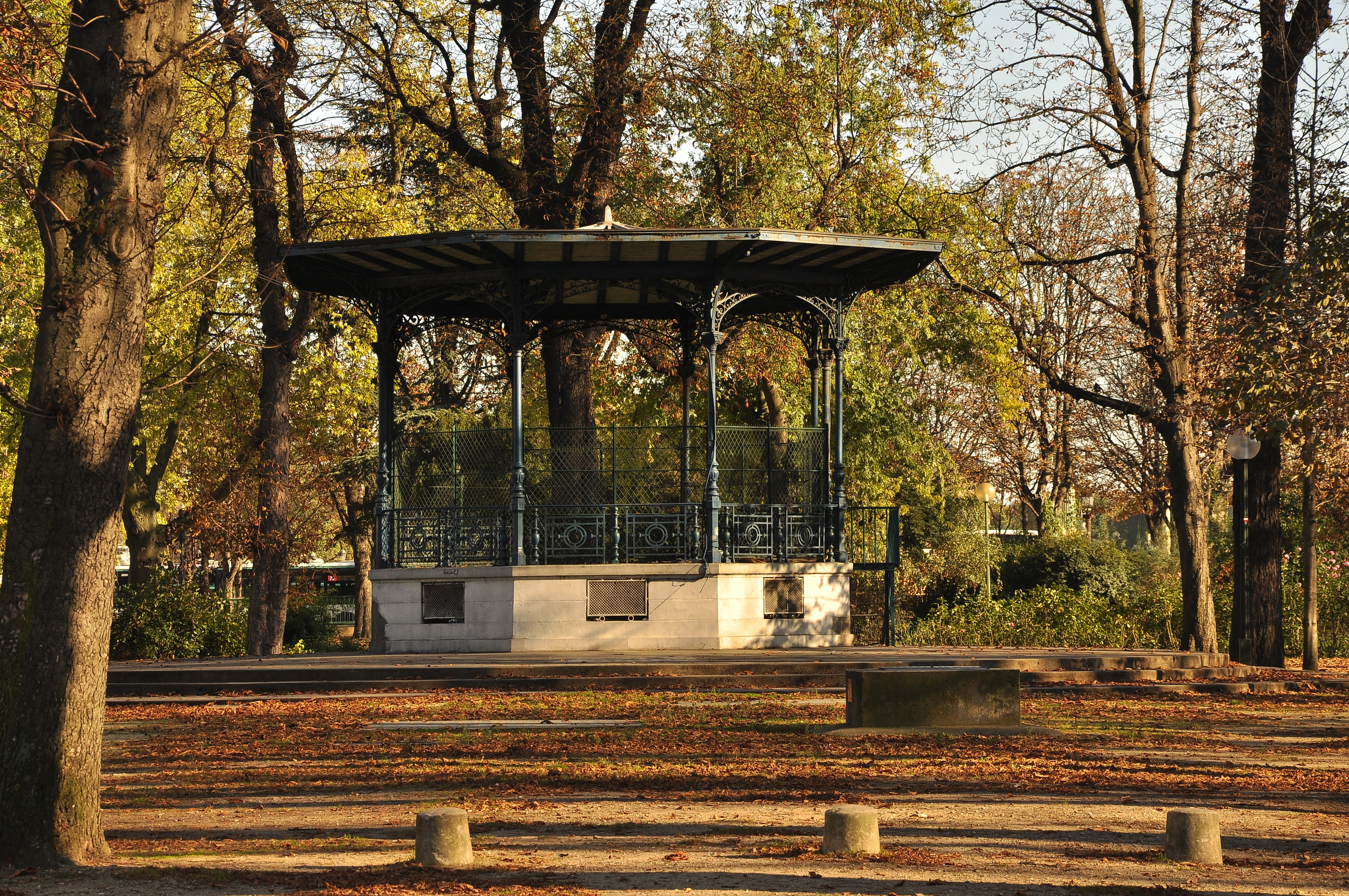
Chiosco di musica.
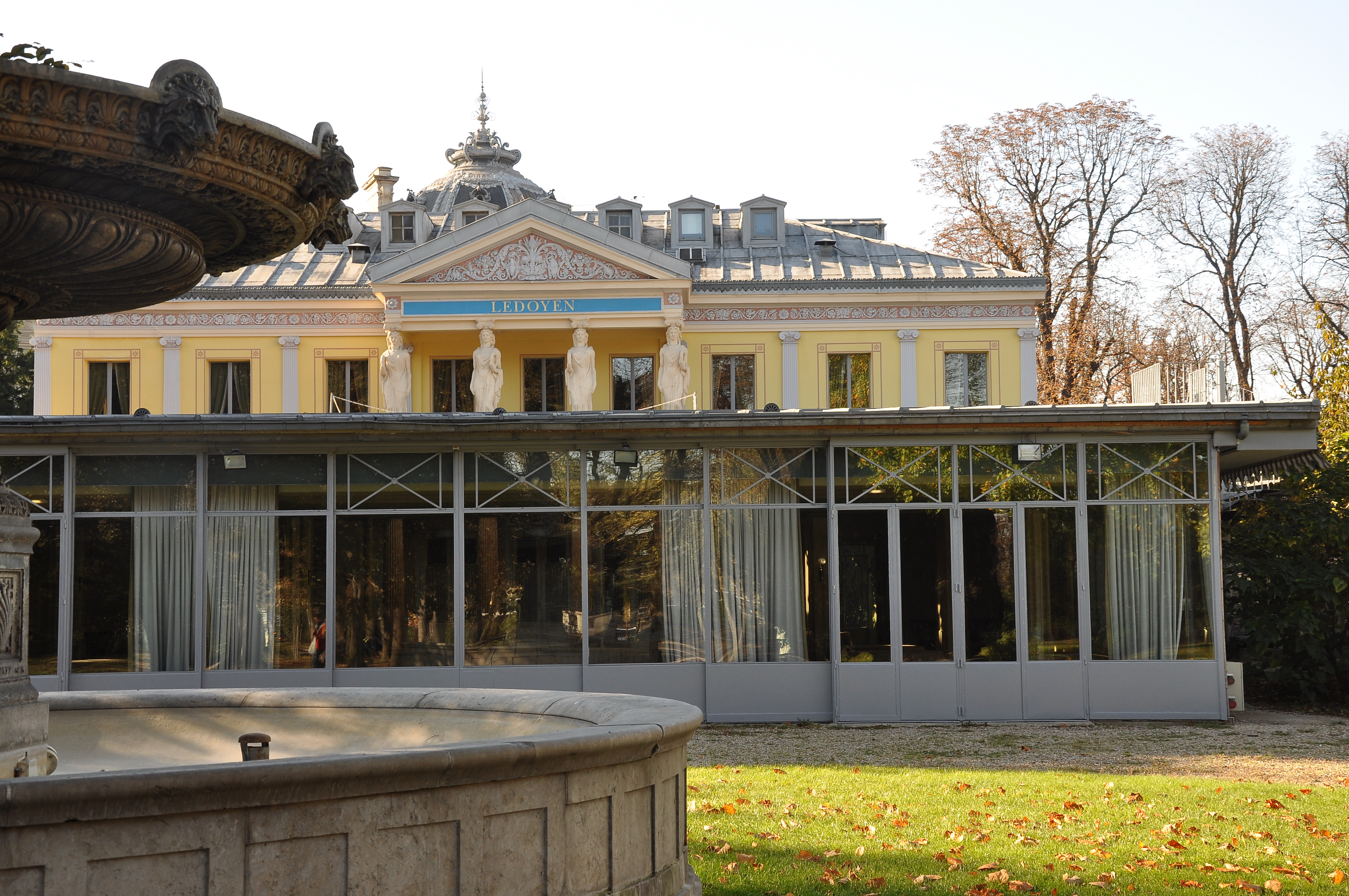
Padiglione Ledoyen.
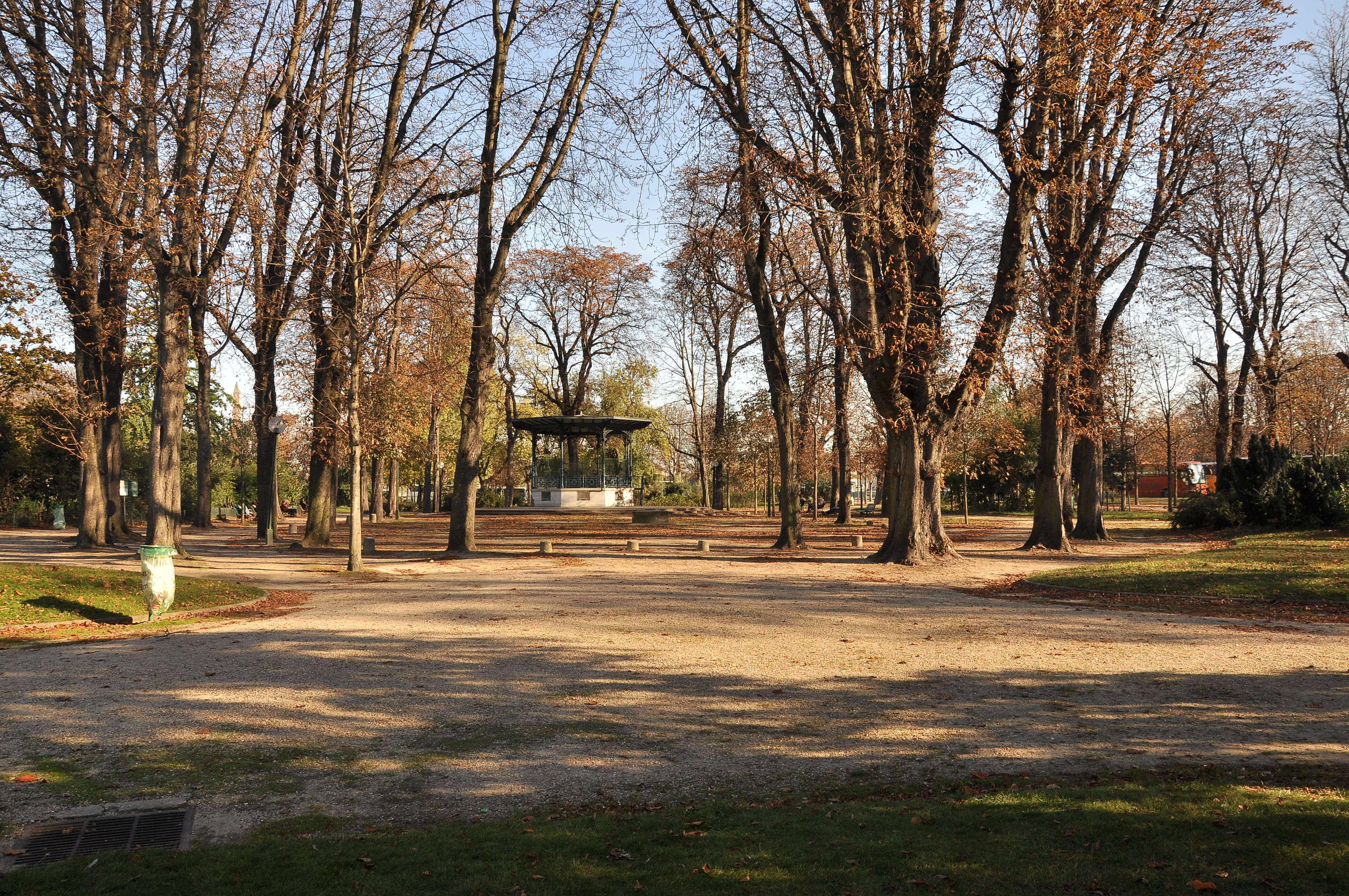
Veduta d'insieme.

- Gran carré del Battoir, detto anche grand carré dei Giochi, o ancora delle Feste (di fronte al quadrato dell'Eliseo): questo carré venne approntato dal marchese di Marigny, direttore generale degli edifici del Re sotto Luigi XV, su richiesta di Madame de Pompadour, che voleva avere una via sgombra verso la Senna e l'Hôtel des Invalides dal suo palazzo dell'Eliseo. Vi si trovano il Petit Palais e il Grand Palais.
- Carré del Rond-Point adiacente al Rond-point dei Champs-Élysées-Marcel-Dassault.

Carré du Rond Point
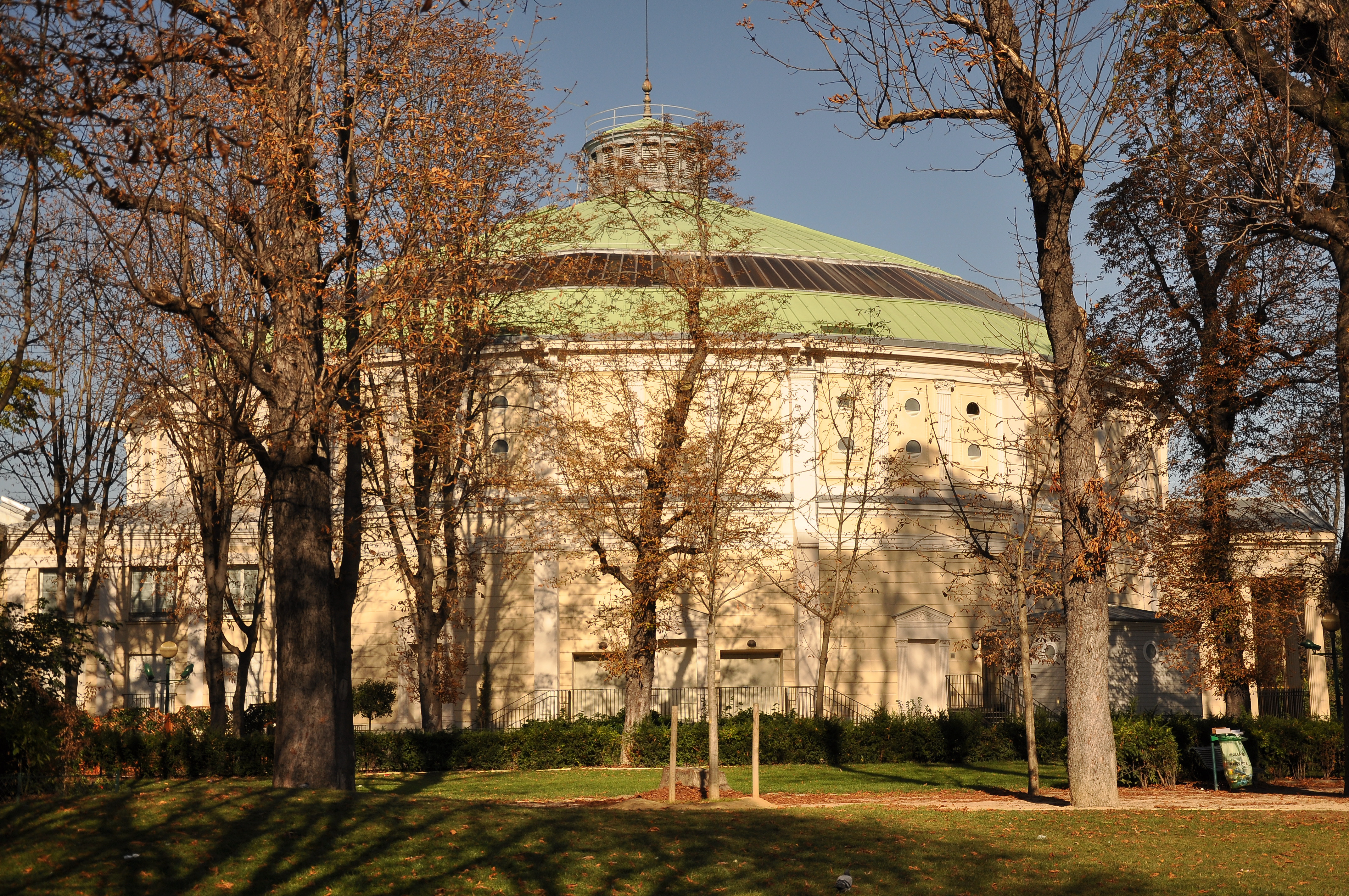
Teatro del Rond-Point.
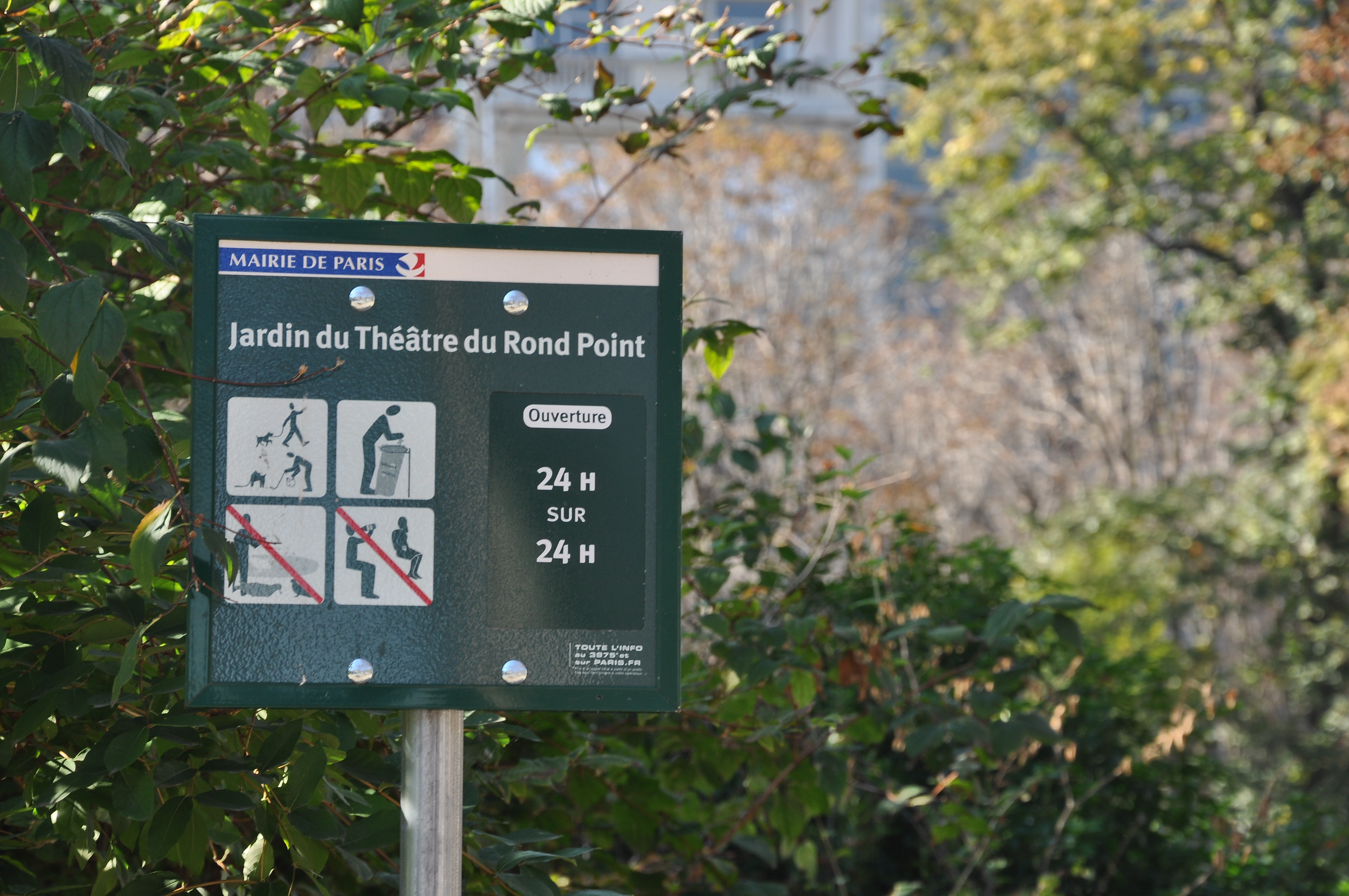
Cartello del Rond-Point.

## Trasporti
I giardini sono serviti dalle linee della metropolitana n. 1 e n. 13 attraverso la stazione Champs-Élysées-Clemenceau.

## I giardini collegati
- Square Jean-Perrin situato sul lato nord-ovest del Grand Palais.

Square Jean-Perrin
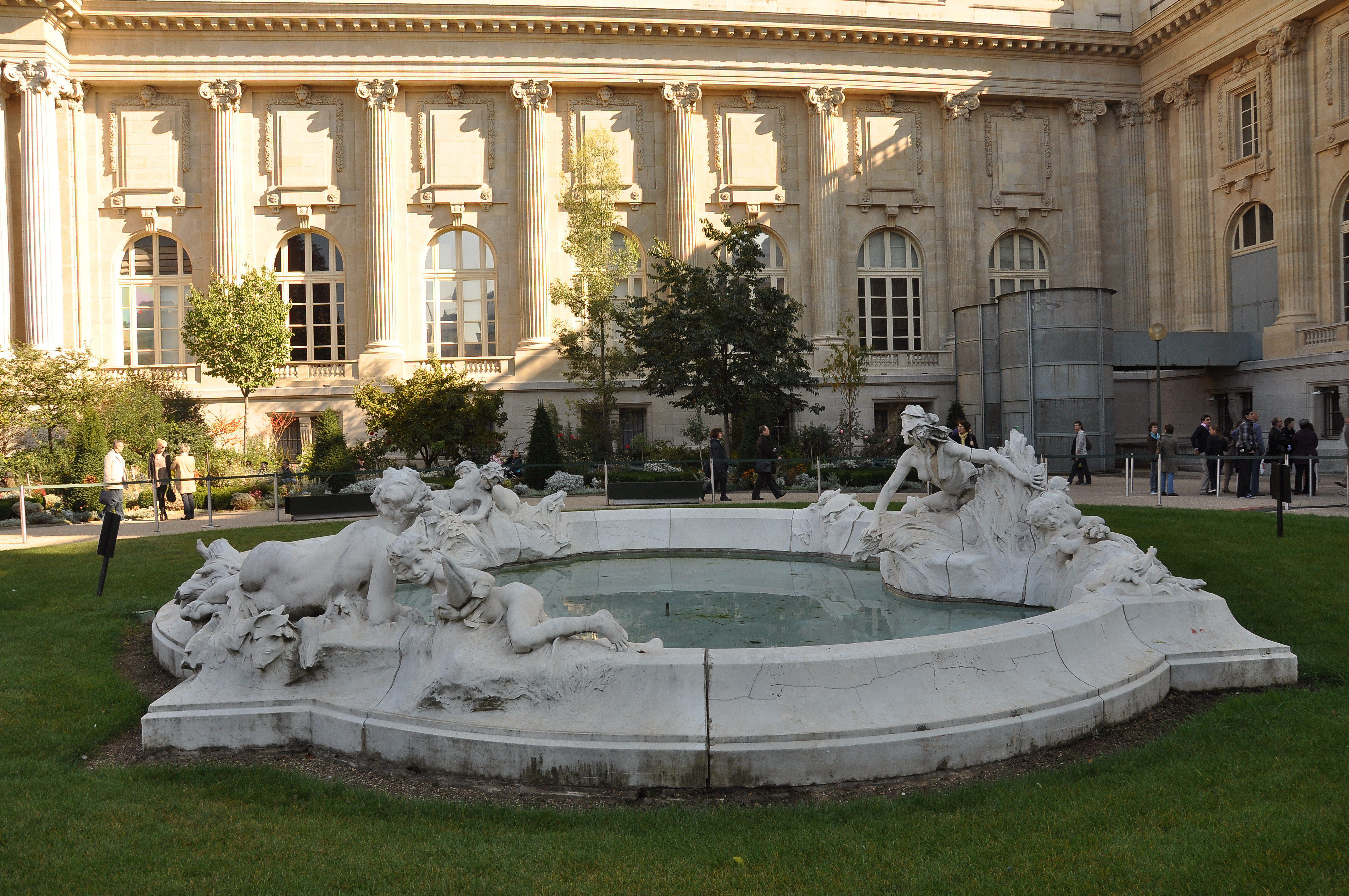
Fontana Specchio d'acqua, la Senna e i suoi affluenti.

- Giardino della Nouvelle-France situato sul lato sud-ovest del Grand Palais.

Giardini
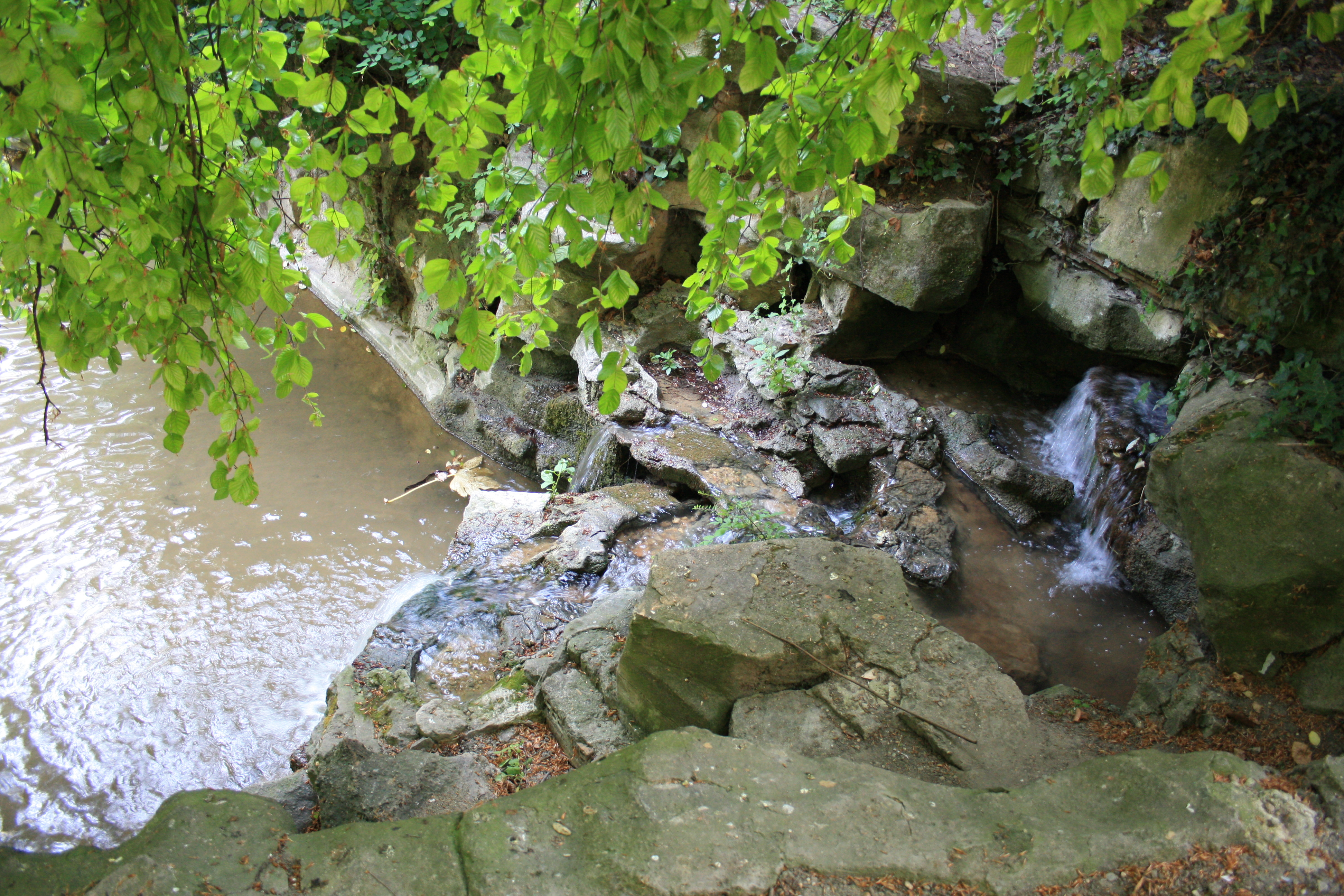
Cascata artificiale.
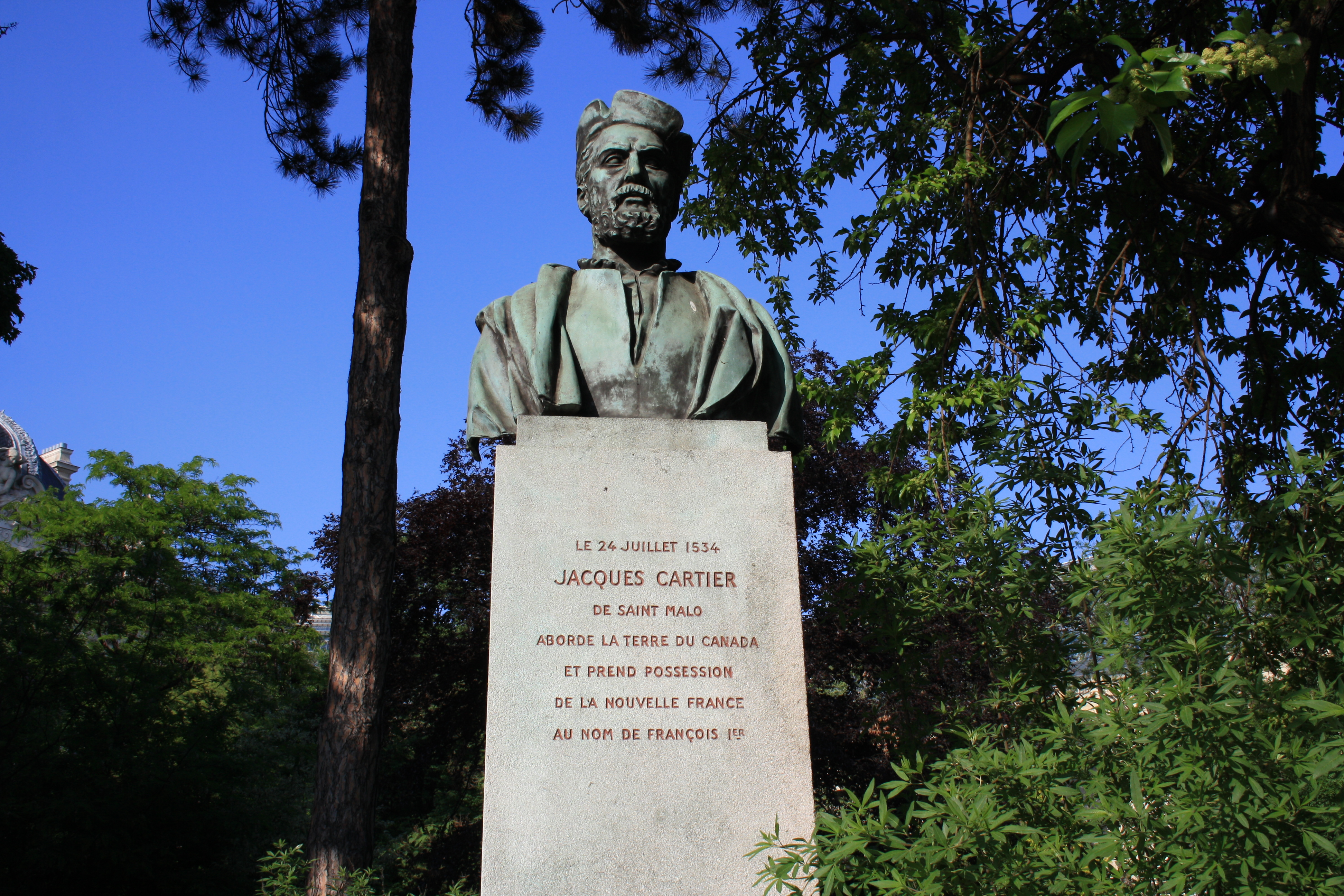
Busto di Jacques Cartier.
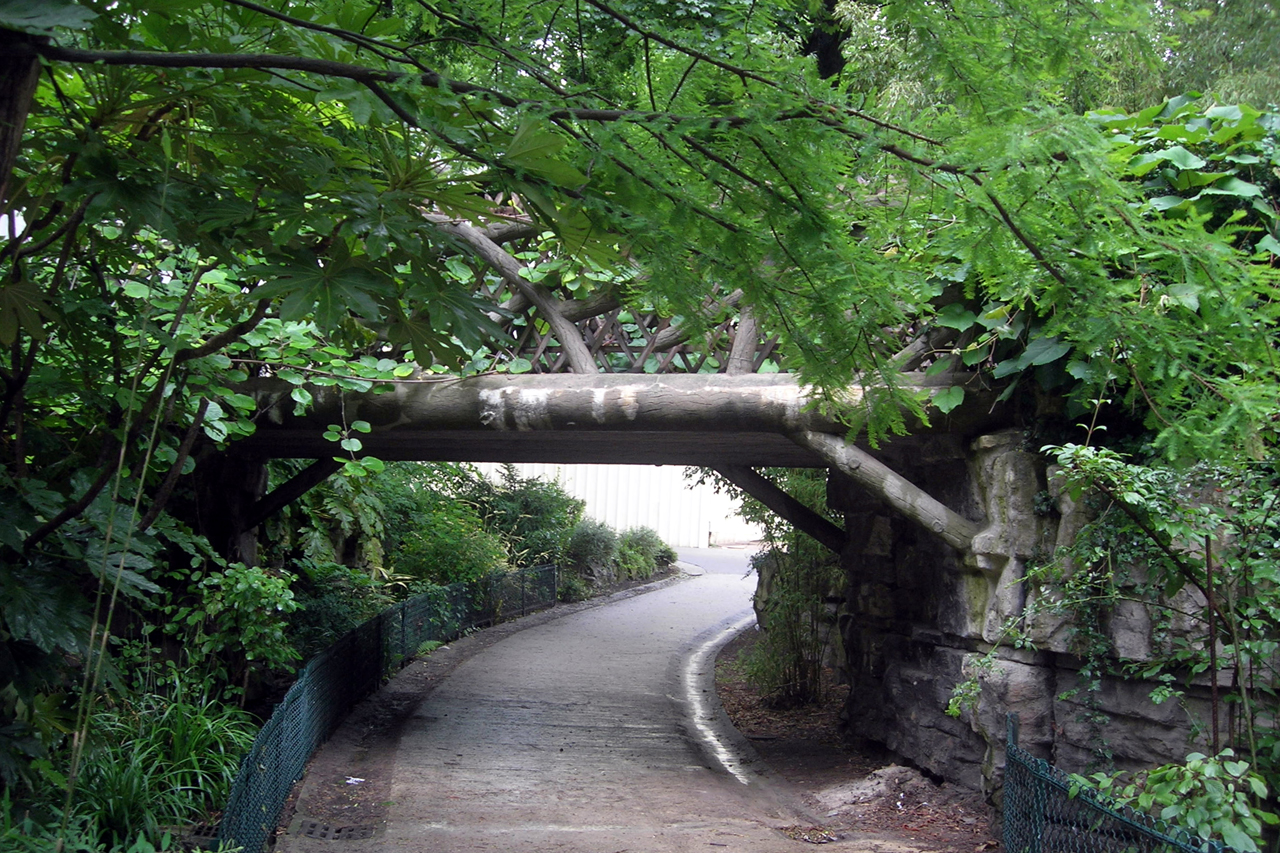
Ponte artificiale.
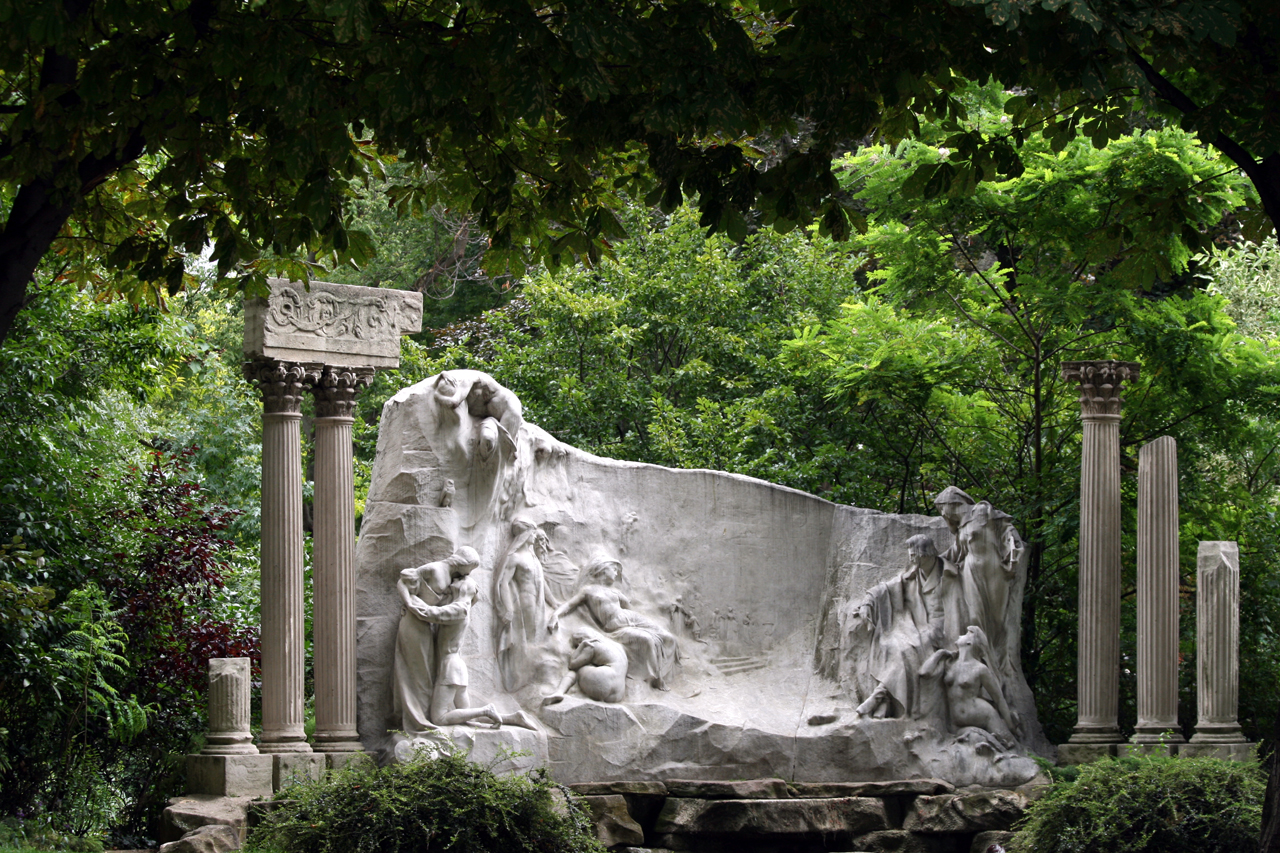
Monumento ad Alfred de Musset.

## Film girati nei giardini
- Sciarada (Charade), regia di Stanley Donen (1963)